# ТЕС Араукарія
ТЕС Араукарія — теплова електростанція на півдні Бразилії у штаті Парана, розташована на околиці міста Куритиба.
У 2002 році на майданчику станції ввели в експлуатацію парогазовий блок комбінованого циклу потужністю 469 МВт. У ньому працюють дві газові турбіни потужністю по 160 МВт, які через котли-утилізатори живлять одну парову турбіну.
ТЕС розрахована на споживання природного газу, який надходить по південній гілці газопроводу Gasbol. При повному навантаженні енергоблок потребує 2,1 млн м3 газа на добу.
Видалення продуктів згоряння відбувається за допомогою двох димарів заввишки 60 метрів.
Видача продукції відбувається по ЛЕП, розрахованій на роботу під напругою 230 кВ.
Проект реалізували через компанію UEG Araucária (Usina Elétrica a Gás de Araucária), яка належить електроенергетичній компанії штату Парана Copel (80 %) та національній нафтогазовій компанії Petrobrás.